# Anapos

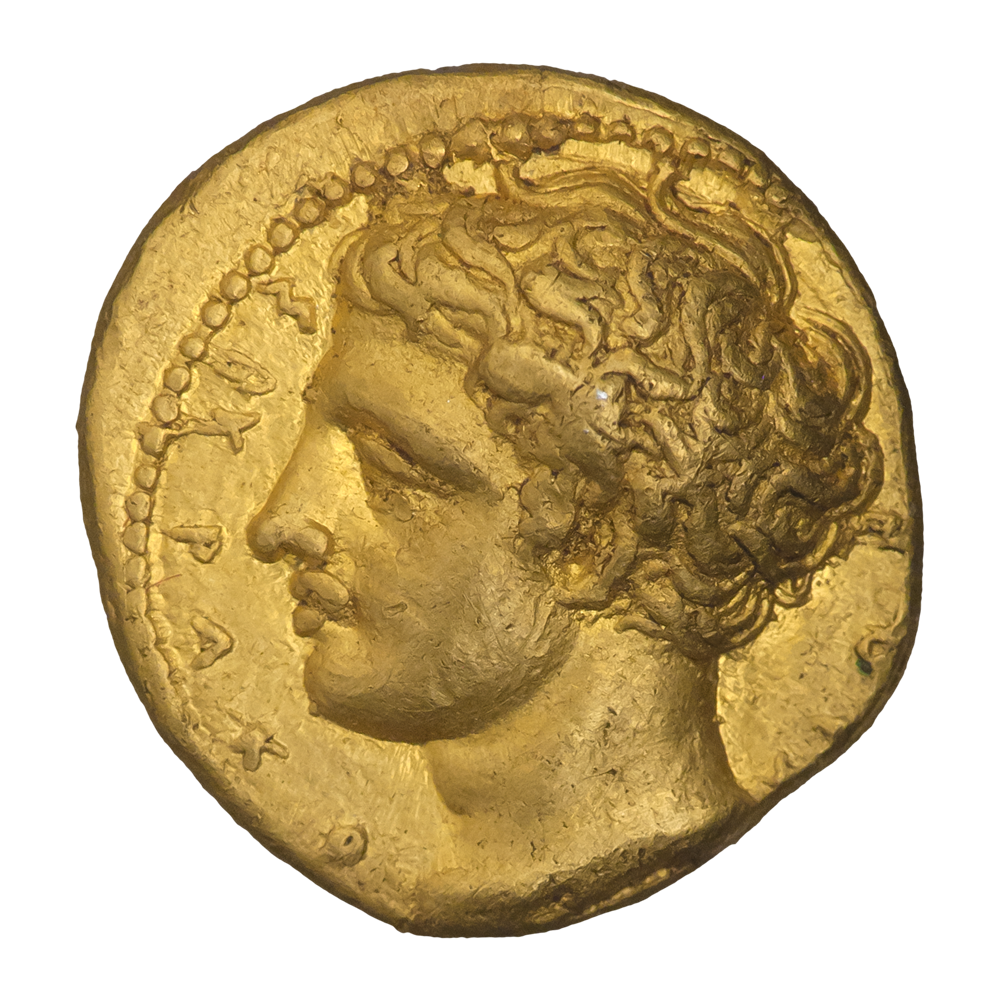
Avers d'une pièce de monnaie de Syracuse, datée du règne de Denys l'Ancien (-405--395), figurant la tête d'Anapos.

Dans la mythologie grecque, Anapos (en grec ancien Ἄναπος / Ánapos) est le dieu fleuve de l'Anapo, dans l'est de la Sicile.

## Mythe
Dans les Métamorphoses d'Ovide, Cyané, l'épouse de d'Anapos, s'oppose à l'enlèvement de Perséphone par Hadès.

## Culte
Claude Élien, rapporte, entre les IIe et IIIe siècles av. J.-C., que les habitants de Syracuse vénèrent l'Anapos et la source Cyané, respectivement sous les traits d'un homme et d'une femme.

## Représentation
Le dieu fleuve Anapos est figuré sur des pièces de monnaie émises à Syracuse, sous sa forme humaine.

### Sources antiques
1. ↑  Ovide, Métamorphoses [détail des éditions] [lire en ligne], V, 409-437
2. ↑  Élien, Histoires variées [lire en ligne], II, 33.